# 명과 청 시대의 황릉
명·청 황가의 능침(중국어: 明清皇家陵寢)은 중국의 황조인 명과 청 및 청의 전신 후금의 25명의 황제의 능묘를 포함한 유네스코의 세계문화유산에 등록된 물건의 고분군을 말한다. 2000년에 최초로 3건이 등록된 이후 2003년과 2004년에 여러 건이 추가등록 되었다.

## 개요

### 후베이성
- 현릉 - 명나라 가정제의 아버지의 황릉이다. (2000년 등록)

### 허베이성
- 청동릉 - 청나라 5인의 황제의 황릉군이다. (2000년 등록)
- 청서릉 - 청나라 4인의 황제의 황릉군이다. (2000년 등록)

### 베이징특별시
- 명십삼릉 - 명나라 13인의 황제의 황릉군이다. (2003년 등록)

### 난징특별시
- 효릉 - 명나라 홍무제의 황릉이다. (2003년 등록)
- 상우춘묘, 구성묘, 오량묘, 오정묘, 서달묘, 이문충묘, 효릉 주변의 원나라를 몰아낸 명나라 공신들의 묘이다. (2003년 등록)

### 랴오닝성
- 영릉 - 청나라 4대 조상의 황릉군이다. (2004년 등록)
- 복릉 - 청나라 천덕제의 황릉이다. (2004년 등록)
- 소릉 - 청나라 숭덕제의 황릉이다. (2004년 등록)

## 명 황릉의 구조
명나라의 황릉은 황제가 죽고난 뒤 살아가는 지하궁전을 형상화한 것으로 자금성과 유사한 구조를 이루고 있다. 능으로 들어가는 신로의 길이만 해도 3km에 이를 정도이고, 조선왕릉의 정자각과 같이 능침에 제사를 지내는 역할을 하는 능은전은 자금정의 정전인 태화전과 비슷한 모습을 하고 있어 그 규모가 웅장하다.

### 능외 공간

#### 신로
첫 번째 능문 앞로 들어가는 길로 정릉의 신로는 칠공교(七孔橋)와 삼공교(三孔橋), 금수교(金水橋)를 건너 능원 앞에 있는 무자비(無字碑)까지 연결된다. 신로는 수 km의 거리에 폭은 약 7m 정도 되고, 도로면에는 청석판이 깔여 있으며, 양 옆으로 돌을 쌓아 경계를 삼았다. 다만, 발굴된 정릉의 신로는 현대에 와서 삼공교와 같이 소실되었고, 교량 흔적만이 남아 있다. 신로 양 편에는 '석상생(石象生)'이라 하는 18쌍의 석물이 세워져 있다. 황제릉의 형식을 가지고 있는 홍유릉은 명나라 황릉의 이러한 부분을 참고하여 조성하였다.

#### 대홍문 앞
무자비(無字碑)는 말 그대로 글자가 새겨져있지 않는 비석으로  첫 번째 능문 앞에 위치해 있으며, 이무기 머리에 거북이 다리를 가진 대형 석비이다. 명13릉의 여느 능 앞에도 대형 석비가 있는데, 성조의 신공성성덕비(神功聖德碑)가 적힌 대형 석비를 제외하고서는 그 어떠한 비에도 글자가 없다. 이는 명, 청 시대와 현대에도 풀리지 않는 의문점으로 남아있다. 사료에 따르면 본래 장릉, 헌릉, 경릉, 유릉, 무릉, 태릉, 강릉 등 일곱 능문 앞에는 비석이 없었으며, 가정제 때 와서야 비로소 세워졌다고 한다. 당시 예부상서 엄숭은 황제에게 7개의 비문을 적을 것을 청한 바가 있었으나, 가정제는 이를 거절했다. 가정제가 비를 쓰지 않은 것은 아버지인 흥헌왕을 추숭하는 것과 주색에 빠져들었기 때문이라는 추측이 있었다. 그러한 까닭에 13릉 앞의 비문이 텅 비었다는 것이다.

### 능내 공간
능 외곽을 눌러싼 외성은 본래 없었다. 영릉을 건설할 당시 가정제가 능원을 둘러보면서 공부상서에게 "능이 전부 완공된 것인가?"라고 묻자, 공부상서가 얼떨결에 "아직 외성이 완성되지 않았습니다."라고 임기응변으로 일관한 뒤 외성을 추가로 건설하면서 외성이 생겼다. 후에 만력제 역시 자신의 황릉을 조성하면서 외성도 만들게 되었던 것이다.

#### 대홍문과 능은문
능원의 첫 번째 문인 대홍문은 대궁문(大宮門)이라고도 하는데, 능원의 정문의 역할을 한다. 문 양쪽에는 두 개의 각문이 설치돼 있다. 두 번째 문은 능은문이 있다. 능은문의 두 언덕은 궁의 담장과 연결되어 있으며, 능은문 양 쪽으로 곁문이 오늘날까지도 남아있다.

### 능은전과 영성문
능은문으로 들어가면 능원의 정원과 함께 능은전이 있다. 이곳은 제왕의 위패를 놓고 제사를 지내는 궁전으로 황릉의 중심적인 건축물이라고 할 수 있다. 능은전 옆에는 비정(碑亭)이 있는데, 사격형의 정자로 비정의 네 모서리에는 화표라는 돌기둥이 있다. 내부에는 석비가 있다. 장릉 내의 석비는 크기가 6m에 달한다. 능은전 뒤로는 영성문이 있는데, 패루문이라 칭하기도 한다.

### 명루와 보성
명루는 능내에서 가장 안쪽에 위치한 건축물로 명루 내에는 거대한 석비가 있다. 명루 앞에는 석오공(石五供)이라는 석물이 있는데, 석오공은 상징적 재물이었다. 성조의 장릉에는 돌로 만든 위패가 모셔져 있다. 장릉의 명루는 겹처마로 산정에 세워져 있다. 보성은 황릉의 봉분을 벽돌로 둘러 싼 원형 담장이다. 보성과 명루는 하나의 구조물로 이루어져 있다. 보성 내에는 지하궁전이 있어 그곳에 황제와 황후의 시신을 매장했다. 발굴된 정릉의 지하궁전은 정·중·후 및 좌우의 5개 방이 서로 연결되어 있다. 지하에 있지만, 기둥이 없는 아치식 구조로 이루어져 있으며, 지하궁전에서는 황제와 황후의 옷과 장신구, 각종 진귀한 문물이 보관되어 있었다.

## 같이 보기
- 중화인민공화국의 세계유산